# Luna Kuse
Luna Kuse (* 18. August 2002) ist eine deutsche Schauspielerin, die durch die Rolle der Martha Pracht in der TV-Serie Schloss Einstein bekannt wurde.

## Filmografie
- 2016–2020, 2021: Schloss Einstein (Fernsehserie, 108 Folgen)
- 2019: KiKA LIVE: Schloss Einstein Backstage
- 2019: MDR um 4
- 2020: Vampirates (Kurzfilm)
- 2021: Himbeeren mit Senf
- 2020: Kika live: Battlezeit! – KiKA LIVE vs. Schloss Einstein
- 2020: Secrets of Schloss Einstein, KiKA LIVE
- 2023: Meme Girls (Fernsehserie RTL+, 6 Folgen)
- 2023: In aller Freundschaft – Die jungen Ärzte (Fernsehserie, Folge Reine Nervensache)
- 2023: Die Tribute von Panem – The Ballad of Songbirds and Snakes (The Hunger Games: The Ballad of Songbirds and Snakes)
- 2024: Die Eifelpraxis: Freiheit zu leben (Fernsehreihe)
- 2025: WaPo Elbe (Fernsehserie, Folge Tödliches Klima)
- 2025: In aller Freundschaft – Die jungen Ärzte (Fernsehserie, Folgen Misstrauen, Phantomschmerz, Weiterziehen)

## Theater
- 2017–2018: FORUM² (Theater)
- 2017–2018: Die Grumbach’schen Händel, Laientheater (Theater)